# Campeonato Brasileiro de Futebol de 1995
O Campeonato Brasileiro de Futebol de 1995 foi a 40.ª temporada da Série A, e foi vencido pelo Botafogo, em duas partidas finais contra a equipe do Santos.
Nesta edição, o Botafogo se sagrou bicampeão brasileiro. Considerando que o clube carioca havia vencido antes disso, em 1968, a Taça Brasil (antigo formato do Campeonato Brasileiro). O confronto final, entre Botafogo e Santos, reviveu os grandes duelos da Taça Brasil e do Torneio Rio-São Paulo dos anos 1960, quando esses clubes contavam com craques como Pelé e Garrincha, e formavam a base da Seleção Brasileira.
Por determinação da FIFA, o Campeonato Brasileiro de 1995 foi o primeiro em que todas as vitórias passaram a valer três pontos. Até a edição anterior, cada vitória valia dois pontos, eventualmente contando pontos extras pela diferença de gols (1975 a 1978) ou por disputa de pênaltis (1988).
Ao término do campeonato, seguindo as diretrizes da competição, os dois últimos colocados, Paysandu e União São João foram relegados à Série B de 1996.
Paralelamente, foram promovidos para 1995 o campeão e o vice da Série B de 1995, respectivamente Atlético Paranaense e Coritiba.

## Participantes
| Equipe           | Cidade            | Estado | Em 1994      | Estádio (mando)  | Título(s)                                              |
| ---------------- | ----------------- | ------ | ------------ | ---------------- | ------------------------------------------------------ |
| Atlético Mineiro | Belo Horizonte    | MG     | 4º           | Mineirão         | 2 (1937, 1971)                                         |
| Bahia            | Salvador          | BA     | 7º           | Fonte Nova       | 2 (1959 , 1988)                                        |
| Botafogo         | Rio de Janeiro    | RJ     | 5º           | Maracanã         | 1 (1968)                                               |
| Bragantino       | Bragança Paulista | SP     | 8º           | Marcelo Stéfani  | 0 (não possui)                                         |
| Corinthians      | São Paulo         | SP     | 2º           | Pacaembu         | 1 (1990)                                               |
| Criciúma         | Criciúma          | SC     | 20º          | Heriberto Hülse  | 0 (não possui)                                         |
| Cruzeiro         | Belo Horizonte    | MG     | 22º          | Mineirão         | 1 (1966)                                               |
| Flamengo         | Rio de Janeiro    | RJ     | 14º          | Maracanã         | 4 (1980, 1982, 1983, 1992)                             |
| Fluminense       | Rio de Janeiro    | RJ     | 15º          | Maracanã         | 2 (1970, 1984)                                         |
| Goiás            | Goiânia           | GO     | 2º (Série B) | Serra Dourada    | 0 (não possui)                                         |
| Grêmio           | Porto Alegre      | RS     | 11º          | Olímpico         | 1 (1981)                                               |
| Guarani          | Campinas          | SP     | 3º           | Brinco de Ouro   | 1 (1978)                                               |
| Internacional    | Porto Alegre      | RS     | 17º          | Beira-Rio        | 3 (1975, 1976, 1979)                                   |
| Juventude        | Caxias do Sul     | RS     | 1º (Série B) | Alfredo Jaconi   | 0 (não possui)                                         |
| Palmeiras        | São Paulo         | SP     | 1º           | Parque Antártica | 8 (1960, 1967, 1967 RGP, 1969, 1972, 1973, 1993, 1994) |
| Paraná           | Curitiba          | PR     | 18º          | Durival Britto   | 0 (não possui)                                         |
| Paysandu         | Belém             | PA     | 16º          | Curuzu           | 0 (não possui)                                         |
| Portuguesa       | São Paulo         | SP     | 10º          | Canindé          | 0 (não possui)                                         |
| Santos           | Santos            | SP     | 9º           | Vila Belmiro     | 6 (1961, 1962, 1963, 1964, 1965, 1968 RGP)             |
| São Paulo        | São Paulo         | SP     | 6º           | Morumbi          | 3 (1977, 1986, 1991)                                   |
| Sport            | Recife            | PE     | 13º          | Ilha do Retiro   | 1 (1987)                                               |
| União São João   | Araras            | SP     | 21º          | Hermínio Ometto  | 0 (não possui)                                         |
| Vasco da Gama    | Rio de Janeiro    | RJ     | 12º          | São Januário     | 2 (1974, 1989)                                         |
| Vitória          | Salvador          | BA     | 19º          | Barradão         | 0 (não possui)                                         |

## Fórmula de disputa

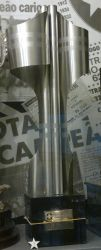
Troféu do Campeonato Brasileiro de 1995, conquistado pelo Botafogo.

O regulamento do campeonato foi assinado 1 mês antes da disputa do certame. A fórmula de disputa acertada foi:
Primeira Fase: Os 24 clubes jogam todos contra todos, em turno único, porém organizados em duas chaves de 12 para efeito de classificação. Na primeira etapa (11 rodadas), os jogos são apenas dentro de cada chave. Na segunda etapa (12 rodadas), os clubes da chave A enfrentam os da chave B. Classificam-se para a fase final apenas os vencedores de cada chave em cada etapa. Caso um mesmo clube viesse a vencer os dois turnos no seu grupo, ganharia um ponto extra para a semifinal. Nesse caso, iria para a semifinal a equipe que terminasse em segundo lugar em pontos ganhos no grupo.
Rebaixamento: As duas equipes que somassem menos pontos nos dois turnos da primeira fase seriam rebaixadas.
Fase final (com semifinais e final): Sistema eliminatório, com jogos em ida e volta, cabendo a vantagem do duplo empate aos clubes com melhor campanha.

## Primeira fase

### 1ª Etapa
Chave A
| Pos. | Equipes     | P  | J  | V | E | D | GP | GC | SG  | %  | Classificação ou rebaixamento |
| ---- | ----------- | -- | -- | - | - | - | -- | -- | --- | -- | ----------------------------- |
| 1    | Cruzeiro    | 25 | 11 | 8 | 1 | 2 | 23 | 11 | +12 | 75 | Classificado às semifinais    |
| 2    | Palmeiras   | 23 | 11 | 7 | 2 | 2 | 19 | 8  | +11 | 69 |                               |
| 3    | Bragantino  | 21 | 11 | 6 | 3 | 2 | 15 | 10 | +5  | 63 |                               |
| 4    | Paraná      | 19 | 11 | 5 | 4 | 2 | 13 | 8  | +5  | 57 |                               |
| 5    | Botafogo    | 18 | 11 | 5 | 3 | 3 | 20 | 16 | +4  | 54 |                               |
| 6    | Guarani     | 12 | 11 | 3 | 3 | 5 | 13 | 18 | –5  | 36 |                               |
| 7    | Grêmio      | 12 | 11 | 3 | 3 | 5 | 12 | 18 | –6  | 36 |                               |
| 8    | Juventude   | 12 | 11 | 2 | 6 | 3 | 6  | 9  | –3  | 36 |                               |
| 9    | Vitória     | 11 | 11 | 2 | 5 | 4 | 10 | 16 | –6  | 33 |                               |
| 10   | Paysandu    | 10 | 11 | 2 | 4 | 5 | 14 | 18 | –4  | 30 |                               |
| 11   | Corinthians | 8  | 11 | 2 | 2 | 7 | 13 | 18 | –5  | 24 |                               |
| 12   | Flamengo    | 8  | 11 | 2 | 2 | 7 | 9  | 17 | –8  | 24 |                               |

Chave B
| Pos. | Equipes          | P  | J  | V | E | D | GP | GC | SG  | %  | Classificação ou rebaixamento |
| ---- | ---------------- | -- | -- | - | - | - | -- | -- | --- | -- | ----------------------------- |
| 1    | Fluminense       | 21 | 11 | 6 | 3 | 2 | 10 | 4  | +6  | 63 | Classificado às semifinais    |
| 2    | Internacional    | 21 | 11 | 6 | 3 | 2 | 15 | 10 | +5  | 63 |                               |
| 3    | Santos           | 19 | 11 | 6 | 1 | 4 | 19 | 18 | +1  | 57 |                               |
| 4    | São Paulo        | 19 | 11 | 5 | 4 | 2 | 9  | 5  | +4  | 57 |                               |
| 5    | Portuguesa       | 18 | 11 | 5 | 3 | 3 | 16 | 14 | +2  | 54 |                               |
| 6    | Goiás            | 16 | 11 | 4 | 4 | 3 | 15 | 9  | +6  | 48 |                               |
| 7    | Criciúma         | 15 | 11 | 4 | 3 | 4 | 10 | 8  | +2  | 45 |                               |
| 8    | Bahia            | 14 | 11 | 4 | 2 | 5 | 13 | 16 | –3  | 42 |                               |
| 9    | Sport            | 12 | 11 | 3 | 3 | 5 | 9  | 11 | –2  | 36 |                               |
| 10   | Vasco da Gama    | 11 | 11 | 3 | 2 | 6 | 14 | 20 | –6  | 33 |                               |
| 11   | Atlético Mineiro | 11 | 11 | 2 | 5 | 4 | 9  | 12 | –3  | 33 |                               |
| 12   | União São João   | 4  | 11 | 1 | 1 | 9 | 7  | 19 | –12 | 12 |                               |

### 2ª Etapa
Chave A
| Pos. | Equipes     | P  | J  | V | E | D | GP | GC | SG  | %  | Classificação ou rebaixamento |
| ---- | ----------- | -- | -- | - | - | - | -- | -- | --- | -- | ----------------------------- |
| 1    | Botafogo    | 27 | 12 | 8 | 3 | 1 | 22 | 6  | +16 | 75 | Classificado às semifinais    |
| 2    | Corinthians | 23 | 12 | 7 | 2 | 3 | 19 | 15 | +4  | 63 |                               |
| 3    | Juventude   | 23 | 12 | 6 | 5 | 1 | 19 | 12 | +7  | 63 |                               |
| 4    | Palmeiras   | 22 | 12 | 7 | 1 | 4 | 18 | 11 | +7  | 61 |                               |
| 5    | Grêmio      | 19 | 12 | 6 | 1 | 5 | 14 | 14 | 0   | 52 |                               |
| 6    | Bragantino  | 19 | 12 | 5 | 4 | 3 | 20 | 16 | +4  | 52 |                               |
| 7    | Flamengo    | 16 | 12 | 3 | 7 | 2 | 14 | 15 | –1  | 44 |                               |
| 8    | Cruzeiro    | 14 | 12 | 4 | 2 | 6 | 17 | 15 | +2  | 38 |                               |
| 9    | Paraná      | 14 | 12 | 3 | 5 | 4 | 17 | 16 | +1  | 38 |                               |
| 10   | Guarani     | 13 | 12 | 4 | 1 | 7 | 14 | 19 | –5  | 36 |                               |
| 11   | Vitória     | 11 | 12 | 3 | 2 | 7 | 14 | 18 | –4  | 30 |                               |
| 12   | Paysandu    | 8  | 12 | 1 | 5 | 6 | 11 | 24 | –13 | 22 |                               |

Chave B
| Pos. | Equipes          | P  | J  | V | E | D | GP | GC | SG  | %  | Classificação ou rebaixamento |
| ---- | ---------------- | -- | -- | - | - | - | -- | -- | --- | -- | ----------------------------- |
| 1    | Santos           | 27 | 12 | 8 | 3 | 1 | 25 | 13 | +12 | 75 | Classificado às semifinais    |
| 2    | Atlético Mineiro | 26 | 12 | 8 | 2 | 2 | 23 | 15 | +8  | 72 |                               |
| 3    | Goiás            | 19 | 12 | 6 | 1 | 5 | 17 | 14 | +3  | 52 |                               |
| 4    | Portuguesa       | 17 | 12 | 4 | 5 | 3 | 12 | 14 | –2  | 47 |                               |
| 5    | São Paulo        | 14 | 12 | 4 | 2 | 6 | 17 | 18 | –1  | 38 |                               |
| 6    | Internacional    | 14 | 12 | 3 | 5 | 4 | 14 | 12 | +2  | 38 |                               |
| 7    | Vasco da Gama    | 13 | 12 | 4 | 1 | 7 | 18 | 19 | –1  | 36 |                               |
| 8    | Sport            | 13 | 12 | 4 | 1 | 7 | 16 | 18 | –2  | 36 |                               |
| 9    | Fluminense       | 13 | 12 | 2 | 7 | 3 | 9  | 12 | –3  | 36 |                               |
| 10   | Bahia            | 12 | 12 | 3 | 3 | 6 | 9  | 24 | –15 | 33 |                               |
| 11   | Criciúma         | 12 | 12 | 2 | 6 | 4 | 10 | 12 | –2  | 33 |                               |
| 12   | União São João   | 5  | 12 | 1 | 2 | 9 | 11 | 28 | –17 | 13 |                               |

Classificação Geral
| Pos. | Equipes          | P  | J  | V  | E  | D  | GP | GC | SG  | Classificação ou rebaixamento |
| ---- | ---------------- | -- | -- | -- | -- | -- | -- | -- | --- | ----------------------------- |
| 1    | Santos           | 46 | 23 | 14 | 4  | 5  | 44 | 31 | +13 | Classificado às semifinais    |
| 2    | Palmeiras        | 45 | 23 | 14 | 3  | 6  | 37 | 19 | +18 |                               |
| 3    | Botafogo         | 45 | 23 | 13 | 6  | 4  | 42 | 22 | +20 | Classificado às semifinais    |
| 4    | Bragantino       | 40 | 23 | 11 | 7  | 5  | 44 | 31 | +13 |                               |
| 5    | Cruzeiro         | 39 | 23 | 12 | 3  | 8  | 40 | 26 | +14 | Classificado às semifinais    |
| 6    | Atlético Mineiro | 37 | 23 | 10 | 7  | 6  | 32 | 27 | +5  |                               |
| 7    | Goiás            | 35 | 23 | 10 | 5  | 8  | 32 | 23 | +9  |                               |
| 8    | Internacional    | 35 | 23 | 9  | 8  | 6  | 29 | 22 | +7  |                               |
| 9    | Portuguesa       | 35 | 23 | 9  | 8  | 6  | 28 | 28 | 0   |                               |
| 10   | Juventude        | 35 | 23 | 8  | 11 | 4  | 25 | 21 | +4  |                               |
| 11   | Fluminense       | 34 | 23 | 8  | 10 | 5  | 19 | 16 | +3  | Classificado às semifinais    |
| 12   | São Paulo        | 33 | 23 | 9  | 6  | 8  | 26 | 23 | +3  |                               |
| 13   | Paraná           | 33 | 23 | 8  | 9  | 6  | 30 | 24 | +6  |                               |
| 14   | Corinthians      | 31 | 23 | 9  | 4  | 10 | 32 | 33 | -1  |                               |
| 15   | Grêmio           | 31 | 23 | 9  | 4  | 10 | 26 | 32 | -6  |                               |
| 16   | Criciúma         | 27 | 23 | 6  | 9  | 8  | 20 | 20 | 0   |                               |
| 17   | Bahia            | 26 | 23 | 7  | 5  | 11 | 22 | 40 | -18 |                               |
| 18   | Sport            | 25 | 23 | 7  | 4  | 12 | 25 | 29 | -4  |                               |
| 19   | Guarani          | 25 | 23 | 7  | 4  | 12 | 27 | 37 | -10 |                               |
| 20   | Vasco da Gama    | 24 | 23 | 7  | 3  | 13 | 32 | 39 | -7  |                               |
| 21   | Flamengo         | 24 | 23 | 5  | 9  | 9  | 23 | 32 | -9  |                               |
| 22   | Vitória          | 22 | 23 | 5  | 7  | 11 | 24 | 34 | -10 |                               |
| 23   | Paysandu         | 18 | 23 | 3  | 9  | 11 | 25 | 42 | -17 | Rebaixados à Série B de 1996  |
| 24   | União São João   | 9  | 23 | 2  | 3  | 18 | 18 | 47 | -29 | Rebaixados à Série B de 1996  |

## Fase final
Classificação para as semifinais
| Pos. | Equipes    | P  | J  | V  | E  | D | GP | GC | SG  | %  |
| ---- | ---------- | -- | -- | -- | -- | - | -- | -- | --- | -- |
| 1    | Santos     | 46 | 23 | 14 | 4  | 5 | 44 | 31 | +13 | 66 |
| 2    | Botafogo   | 45 | 23 | 13 | 6  | 4 | 42 | 22 | +20 | 65 |
| 3    | Cruzeiro   | 39 | 23 | 12 | 3  | 8 | 40 | 26 | +14 | 56 |
| 4    | Fluminense | 34 | 23 | 8  | 10 | 5 | 19 | 16 | +3  | 49 |

Em itálico, os times que possuem o mando de campo no primeiro jogo do confronto.
|  | Semifinais | Semifinais | Semifinais | Semifinais |   |        | Final | Final | Final | Final |
|  |            |            |            |            |   |        |       |       |       |       |
|  | Fluminense | 4          | 2          | 6          |   |        |       |       |       |       |
|  | Santos     | 1          | 5          | 6          |   |        |       |       |       |       |
|  | Santos     | 1          | 5          | 6          |   | Santos | 1     | 1     | 2     |       |
|  |            |            |            |            |   | Santos | 1     | 1     | 2     |       |
|  |            | Botafogo   | 2          | 1          | 3 |        |       |       |       |       |
|  | Cruzeiro   | Botafogo   | 2          | 1          | 3 | 1      | 0     | 1     |       |       |
|  | Cruzeiro   |            |            |            |   | 1      | 0     | 1     |       |       |
|  | Botafogo   | 1          | 0          | 1          |   |        |       |       |       |       |

## Final
| 14 de dezembro de 1995 | Botafogo                        | 2 – 1 | Santos       | Maracanã (Rio de Janeiro) Público: 53.668 Árbitro: Sidrack Marinho dos Santos Árbitro Assistente Gilvan Pereira da Silva Arbitro Assistente Elias de Gusmão |
|                        | Wilson Gottardo 18' · Túlio 44' |       | Giovanni 38' | |

Botafogo: Wágner; Wilson Goiano, Wilson Gottardo, Gonçalves e André Silva (Iranildo); Jamir, Leandro, Beto e Sérgio Manoel; Donizete Pantera (Moisés) e Túlio. Técnico: Paulo Autuori.
Santos: Edinho; Vágner, Narciso, Marquinhos Capixaba e Marcos Paulo; Gallo, Carlinhos e Marcelo Passos; Giovanni, Jamelli (Macedo) e Robert (Camanducaia). Técnico: Cabralzinho.
| 17 de dezembro de 1995 | Santos             | 1 – 1 | Botafogo  | Pacaembu (São Paulo) Público: 31.488 Árbitro: Márcio Rezende de Freitas Gilvan Pereira da Silva Marcos Moutinho Santos |
|                        | Marcelo Passos 46' |       | Túlio 24' | |

Santos: Edinho; Marquinhos Capixaba, Ronaldo, Narciso e Marcos Adriano; Carlinhos, Marcelo Passos e Robert (Macedo); Jamelli, Giovanni e Camanducaia. Técnico: Cabralzinho.
Botafogo: Wágner; Wilson Goiano, Wilson Gottardo, Gonçalves e André Silva (Moisés); Leandro, Jamir, Beto e Sérgio Manoel; Donizete Pantera e Túlio. Técnico: Paulo Autuori.

Em 2012, o ex arbitro do jogo em entrevista ao Globo Esporte teria dito que gostaria que houvesse VAR na época para corrigir o gol inválido do Botafogo que deu o título para o clube.

## Premiação
| Campeonato Brasileiro de Futebol de 1995          |
| Rio de Janeiro                                    |
| ------------------------------------------------- |
| Botafogo de Futebol e Regatas Campeão (2° título) |

## Classificação geral
| Classificação geral | Classificação geral | Classificação geral | Classificação geral | Classificação geral | Classificação geral | Classificação geral | Classificação geral | Classificação geral | Classificação geral | Classificação geral | Classificação geral |
| Time | Time                | PG                  | J                   | V                   | E                   | D                   | GP                  | GC                  | SG                  |                     |                     |
| --- | ------------------- | ------------------- | ------------------- | ------------------- | ------------------- | ------------------- | ------------------- | ------------------- | ------------------- | ------------------- | ------------------- |
| 1 | Botafogo            | 51                  | 27                  | 14                  | 9                   | 4                   | 46                  | 25                  | 21                  |                     |                     |
| 2 | Santos              | 50                  | 27                  | 15                  | 5                   | 7                   | 52                  | 40                  | 12                  |                     |                     |
| 3 | Cruzeiro            | 41                  | 25                  | 12                  | 5                   | 8                   | 41                  | 27                  | 14                  |                     |                     |
| 4 | Fluminense          | 37                  | 25                  | 9                   | 10                  | 6                   | 25                  | 22                  | 3                   |                     |                     |
| 5 | Palmeiras           | 45                  | 23                  | 14                  | 3                   | 6                   | 37                  | 19                  | 18                  |                     |                     |
| 6 | Bragantino          | 40                  | 23                  | 11                  | 7                   | 5                   | 35                  | 26                  | 9                   |                     |                     |
| 7 | Atlético Mineiro    | 37                  | 23                  | 10                  | 7                   | 6                   | 32                  | 27                  | 5                   |                     |                     |
| 8 | Goiás               | 35                  | 23                  | 10                  | 5                   | 8                   | 32                  | 23                  | 9                   |                     |                     |
| 9 | Internacional       | 35                  | 23                  | 9                   | 8                   | 6                   | 29                  | 22                  | 7                   |                     |                     |
| 10 | Portuguesa          | 35                  | 23                  | 9                   | 8                   | 6                   | 28                  | 28                  | 0                   |                     |                     |
| 11 | Juventude           | 35                  | 23                  | 8                   | 11                  | 4                   | 25                  | 21                  | 4                   |                     |                     |
| 12 | São Paulo           | 33                  | 23                  | 9                   | 6                   | 8                   | 26                  | 23                  | 3                   |                     |                     |
| 13 | Paraná              | 33                  | 23                  | 8                   | 9                   | 6                   | 30                  | 24                  | 6                   |                     |                     |
| 14 | Corinthians         | 31                  | 23                  | 9                   | 4                   | 10                  | 32                  | 33                  | -1                  |                     |                     |
| 15 | Grêmio              | 31                  | 23                  | 9                   | 4                   | 10                  | 26                  | 32                  | -6                  |                     |                     |
| 16 | Criciúma            | 27                  | 23                  | 6                   | 9                   | 8                   | 20                  | 20                  | 0                   |                     |                     |
| 17 | Bahia               | 26                  | 23                  | 7                   | 5                   | 11                  | 22                  | 40                  | -18                 |                     |                     |
| 19 | Sport               | 25                  | 23                  | 7                   | 4                   | 12                  | 25                  | 29                  | -4                  |                     |                     |
| 18 | Guarani             | 25                  | 23                  | 7                   | 4                   | 12                  | 27                  | 37                  | -10                 |                     |                     |
| 20 | Vasco da Gama       | 24                  | 23                  | 7                   | 3                   | 13                  | 32                  | 39                  | -7                  |                     |                     |
| 21 | Flamengo            | 24                  | 23                  | 5                   | 9                   | 9                   | 23                  | 32                  | -9                  |                     |                     |
| 22 | Vitória             | 22                  | 23                  | 5                   | 7                   | 11                  | 24                  | 34                  | -10                 |                     |                     |
| 23 | Paysandu            | 18                  | 23                  | 3                   | 9                   | 11                  | 25                  | 42                  | -17                 |                     |                     |
| 24 | União São João      | 9                   | 23                  | 2                   | 3                   | 18                  | 18                  | 47                  | -29                 |                     |                     |
| Pts – pontos; J – jogos disputados; V - vitórias; E - empates; D - derrotas; GP – gols pró; GC – gols contra; SG – saldo de gols |                     |                     |                     |                     |                     |                     |                     |                     |                     |                     |                     |

|  |                                                      |
|  | Equipes classificadas para a Copa Libertadores 1996. |
|  | Equipes classificadas para a Copa Conmebol 1996.     |
|  | Rebaixados para a Série B 1996.                      |

1Grêmio e Corinthians classificaram-se para a Copa Libertadores da América de 1996 por terem sido campeões da Copa Libertadores da América de 1995 e Copa do Brasil de 1995, respectivamente.

2Santos e Cruzeiro recusaram o convite para disputar para a Copa Conmebol de 1996, sobrando as vagas para Palmeiras e Bragantino.

3Vasco da Gama classificou-se para a Copa Conmebol de 1996 por ter sido semifinalista da Copa do Brasil de 1995.

## Artilheiros
| Pos. | Jogador          | Clube      | Gols |
| ---- | ---------------- | ---------- | ---- |
| 1    | Túlio Maravilha  | Botafogo   | 23   |
| 2    | Giovanni         | Santos     | 17   |
| 3    | Marcelo Ramos    | Cruzeiro   | 14   |
| 4    | Paulinho McLaren | Cruzeiro   | 12   |
| 5    | Valdir           | Vasco      | 11   |
| 5    | Kelly            | Bragantino | 11   |
| 5    | Marcelo Rocha    | Sport      | 11   |

## Elenco do Botafogo campeão brasileiro de 1995
| Goleiros                                                                   | Goleiros | Goleiros |
| -------------------------------------------------------------------------- | -------- | -------- |
| Alex                                                                       |          |          |
| Carlão                                                                     |          |          |
| Wágner                                                                     |          |          |
| Zagueiros                                                                  |          |          |
| Gonçalves                                                                  |          |          |
| Ezequiel Grotto                                                            |          |          |
| Wilson Gottardo                                                            |          |          |
| Márcio Theodoro                                                            |          |          |
| Marcos Marvilla Félix                                                      |          |          |
| Laterais                                                                   |          |          |
| André Silva                                                                |          |          |
| Guto                                                                       |          |          |
| Wilson Goiano                                                              |          |          |
| Wilson Mineiro                                                             |          |          |
| Meio-Campistas                                                             |          |          |
| Beto                                                                       |          |          |
| Cláudio                                                                    |          |          |
| Iranildo                                                                   |          |          |
| Jamir                                                                      |          |          |
| Leandro Ávila                                                              |          |          |
| Marcelo Alves                                                              |          |          |
| Moisés                                                                     |          |          |
| Niki                                                                       |          |          |
| Sérgio Manoel                                                              |          |          |
| Atacantes                                                                  |          |          |
| Dauri                                                                      |          |          |
| Donizete                                                                   |          |          |
| Narcízio                                                                   |          |          |
| Túlio                                                                      |          |          |
| Treinador                                                                  |          |          |
| Paulo Autuori                                                              |          |          |
| Auxiliar Técnico                                                           |          |          |
| Renê Weber                                                                 |          |          |
| Preparador Físico                                                          |          |          |
| Ronaldo Torres                                                             |          |          |
| Preparador de goleiros                                                     |          |          |
| Nielsen Elias                                                              |          |          |
| Supervisor Técnico                                                         |          |          |
| Admildo Chirol                                                             |          |          |
| Médicos                                                                    |          |          |
| Lídio Toledo (chefe)                                                       |          |          |
| Joaquim da Matta                                                           |          |          |
| Massagistas e roupeiros                                                    |          |          |
| PC, Paulão e João Batista (massagistas) e Gonzaguinha e Valmir (roupeiros) |          |          |
| Presidência                                                                |          |          |
| Carlos Augusto Montenegro (presidente)                                     |          |          |
| Antonio Rodrigues (vice)                                                   |          |          |
| Edson Santana (diretor de futebol)                                         |          |          |